# Selviturismo
Il selviturismo (derivante dai termini "selva" e "turismo"), è una forma di turismo collegato all'ambiente boschivo e a tutte quelle attività (Didattiche, Sportive, Terapeutiche, Amatoriali)     in esso realizzabili.
Spesso si pratica trascorrendo un determinato periodo di tempo in rifugi, foresterie, o anche in aziende silvicole situate in località d'interesse forestale.
Il selviturismo rappresenta l'ultima evoluzione del turismo naturalistico, poiché, ricostituendo i boschi e salvaguardando la biodiversità,  si potrà favorire la  sostenibilità in  ambiente naturale.
L'associazione specificatamente impegnata per promuovere e diffondere la conoscenza della Selvicoltura è l'A.S.I. (Associazione Selviturismo Italia) la quale non avendo fini di lucro, si prefigge di implementare il selviturismo a livello Nazionale.